# Carl Mikkelsen
Carl Mikkelsen var en dansk atlet (maratonløber) medlem af IF Sparta.
Carl Mikkelsen vandt det danske mesterskab på maraton 1937, 1938 og 1940. Han nåede sin bedste tid 2:52:26 i 1943 da han blev bronzemedaljør på DM i København, tiden gav ham en 27.plads på det års verdensrangliste.

## Danske mesterskaber
- Bronze 1943 Maraton 2:52:26
- Sølv 1941 Maraton 2:59:07
- Guld 1940 Maraton 2:58.20
- Sølv 1939 Maraton 2:55:06
- Guld 1938 Maraton 3:04.24
- Guld 1937 Maraton 2:58.26

## Placering på verdensranglisten
- 1943 27.plads 2:52:26 16. august København (DM)
- 1941 86.plads 2:59:07 18. august Odense (DM)
- 1940 138.plads 2:58:20 12. august København (DM)
- 1939 137.plads 2:55:06 14. august Aalborg (DM)
- 1937 175.plads 2:58:26 16. august København (DM)